# Oligonychus zeae
Oligonychus zeae är en spindeldjursart som först beskrevs av McGregor 1955.  Oligonychus zeae ingår i släktet Oligonychus och familjen Tetranychidae. Inga underarter finns listade i Catalogue of Life.